# Corruptor – Im Zeichen der Korruption
Corruptor – Im Zeichen der Korruption (Originaltitel: The Corruptor; Alternativtitel: The Corruptor – Rififi in Chinatown) ist ein US-amerikanischer Actionfilm von James Foley aus dem Jahr 1999.

## Handlung
Der Polizeibeamte Nick Chen dient im New Yorker Stadtteil Chinatown. Dort rivalisieren die Gangs der Tongs und der Fukienese Dragons. Chen traf ein Arrangement mit den Chefs der dortigen Unterwelt.
Der Absolvent der Polizeiakademie Danny Wallace, den China und die chinesische Kultur faszinieren, wird Chen als Partner zugewiesen. Wallace macht es dem erfahrenen Kollegen nach und arbeitet für den Verbrecher Henry Lee, wofür er von diesem Vergünstigungen und Informationen erhält. Eine Reihe an Morden sorgt für Spannungen im Stadtteil.
Das FBI fordert, dass Wallace, der für die „Interne“ arbeitet, Beweise gegen Chen liefert, besonders nachdem Chen einen verdeckten FBI-Ermittler in Henry Lees Bande auffliegen lässt, was dessen Tod bedeutet. Auf einem Schiff mit illegal in die USA transportierten Chinesen kommt es zum Showdown, bei dem Wallace und Chen gegen die chinesischen Mafiosi kämpfen. Chen wird dabei angeschossen und erliegt im Krankenhaus seinen Verletzungen, später wird Chen feierlich bestattet.

## Kritiken
Desson Howe schrieb in der Washington Post, dass der Film nicht auf die Originalität, sondern auf die Lautstärke setze. Chow Yun-Fat schauspiele mehr als in seinem ersten US-Film, The Replacement Killers – Die Ersatzkiller.
Roger Ebert schrieb in der Chicago Sun-Times, dass der Film sich nicht in derselben Liga wie Hard Boiled von John Woo befinde. Der Charakter von Louise Deng sei schlecht entwickelt oder der Schnitt sei schlecht, denn eine Liebesbeziehung benötige Dialoge. Die Regie von James Foley sei schlecht.
Das Lexikon des internationalen Films urteilte: „Rasch ermüdender Polizeifilm, der das vertraute „Buddy“-Thema einschlägiger Vorbilder allenfalls marginal variiert und weder mit spannender Unterhaltung noch überzeugenden Darstellern aufwartet.“